# Campeonato de Primera C 1988-89 (Argentina)
El Campeonato de Primera C 1988-89 fue la quincuagésima quinta edición del certamen y la tercera de esta división como cuarta categoría del fútbol argentino. Fue disputado entre el 10 de julio de 1988 y el 27 de mayo de 1989 por 19 equipos.
Se incorporaron para esta temporada Lugano y Justo José de Urquiza, campeón y segundo ascendido de la Primera D, respectivamente, así como Berazategui, descendido de la Primera B Metropolitana. El torneo estuvo conformado por 19 equipos, que jugaron un torneo largo de 38 fechas.
El campeón fue Argentino de Quilmes, que de esta manera obtuvo el primer ascenso, mientras que el segundo fue para Ituzaingó, ganador del Torneo reducido.
Asimismo, el torneo determinó el descenso a la Primera D de Brown de Adrogué y Justo José de Urquiza, últimos en la tabla de promedios.

## Ascensos y descensos
| Promedio | Descendidos de la Primera C 1987-88 |
| -------- | ----------------------------------- |
| 19.°     | Liniers                             |
| 20.°     | Argentino de Merlo                  |

| Posición  | Ascendidos de la Primera D 1987-88 |
| --------- | ---------------------------------- |
| 1.º       | Lugano                             |
| Gan. red. | Justo José de Urquiza              |

| Posición  | Ascendidos a la Primera B 1988-89 |
| --------- | --------------------------------- |
| 1.º       | Central Córdoba (R)               |
| Gan. red. | Defensores Unidos                 |

| Promedio | Descendidos de la Primera B 1987-88 |
| -------- | ----------------------------------- |
| 15.º     | Berazategui                         |

- De esta manera, el número de equipos participantes se redujo a 19.

## Equipos participantes
| Equipo                   | Ciudad            | Estadio                  | Capacidad |
| ------------------------ | ----------------- | ------------------------ | --------- |
| Argentino de Quilmes     | Quilmes           | Argentino de Quilmes     | 7000      |
| Brown                    | Adrogué           | Lorenzo Arandilla        | 4500      |
| Berazategui              | Berazategui       | Norman Lee               | 5500      |
| Claypole                 | Claypole          | Rodolfo Vicente Capocasa | 1000      |
| Colegiales               | Munro             | Libertarios Unidos       | 6000      |
| Comunicaciones           | Buenos Aires      | Alfredo Ramos            | 3500      |
| Defensores de Cambaceres | Ensenada          | 12 de Octubre            | 3000      |
| Dock Sud                 | Dock Sud          | De Los Inmigrantes       | 9500      |
| Excursionistas           | Buenos Aires      | Excursionistas           | 7200      |
| Flandria                 | Jáuregui          | Carlos V                 | 5000      |
| Ituzaingó                | Ituzaingó         | Ituzaingó                | 3500      |
| Justo José de Urquiza    | Loma Hermosa      | No posee                 | 3500      |
| Leandro N. Alem          | General Rodríguez | Leandro N. Alem          | 4000      |
| Lugano                   | Tapiales          | José María Moraños       | 1500      |
| Luján                    | Luján             | Municipal de Luján       | 2000      |
| Muñiz                    | Muñiz             | La Vuce                  | 500       |
| San Telmo                | Dock Sud          | Dr. Osvaldo Baletto      | 10 500    |
| Sarmiento                | Junín             | Eva Perón                | 17 000    |
| Tristán Suárez           | Ezeiza            | 20 de Octubre            | 15 000    |

|  |

### Distribución geográfica de los equipos
| Región                                   | Cant. | Equipos |
| ---------------------------------------- | ----- | --- |
| Conurbano bonaerense                     | 12    | Argentino de Quilmes, Berazategui, Brown de Adrogué, Claypole, Colegiales, Dock Sud, Ituzaingó, Lugano, Justo José de Urquiza, Muñiz, San Telmo y Tristán Suárez |
| Ciudad de Buenos Aires                   | 2     | Comunicaciones y Excursionistas |
| Interior de la provincia de Buenos Aires | 4     | Flandria, Leandro N. Alem, Luján y Sarmiento (J) |
| Gran La Plata                            | 1     | Defensores de Cambaceres |

## Formato

### Competición
Se disputó un torneo de 38 fechas por el sistema de todos contra todos ida y vuelta, quedando un equipo libre por fecha. Cada equipo quedó libre dos veces.

### Ascensos
El equipo que más puntos obtuvo se consagró campeón y ascendió directamente. Los equipos ubicados entre el segundo y el noveno puesto de la tabla de posiciones final clasificaron al Torneo reducido, cuyo ganador obtuvo el segundo ascenso.

### Descensos
El promedio se calculó con los puntos obtenidos en la fase regular de los torneos de 1986, 1986-87, 1987-88 y 1988-89. Los equipos que ocuparon los dos últimos lugares de la tabla de promedios descendieron a la Primera D.

## Tabla de posiciones
| Pos. | Equipo                | Pts. | PJ | PG | PE | PP | GF | GC | Dif. |
| ---- | --------------------- | ---- | -- | -- | -- | -- | -- | -- | ---- |
| 1.º  | Argentino de Quilmes  | 53   | 36 | 19 | 15 | 2  | 69 | 32 | 37   |
| 2.º  | Ituzaingó             | 53   | 36 | 19 | 15 | 2  | 56 | 28 | 28   |
| 3.º  | Leandro N. Alem       | 51   | 36 | 19 | 13 | 4  | 64 | 38 | 26   |
| 4.º  | Berazategui           | 49   | 36 | 18 | 13 | 5  | 62 | 31 | 31   |
| 5.º  | Sarmiento de Junín    | 48   | 36 | 20 | 10 | 6  | 55 | 35 | 20   |
| 6.º  | Def. de Cambaceres    | 43   | 36 | 17 | 9  | 10 | 56 | 36 | 20   |
| 7.º  | Claypole              | 43   | 36 | 16 | 11 | 9  | 49 | 39 | 10   |
| 8.º  | Excursionistas        | 41   | 36 | 15 | 11 | 10 | 67 | 51 | 16   |
| 9.º  | Comunicaciones        | 38   | 36 | 13 | 12 | 11 | 33 | 31 | 2    |
| 10.º | San Telmo             | 37   | 36 | 11 | 15 | 10 | 51 | 46 | 5    |
| 11.º | Dock Sud              | 31   | 36 | 7  | 17 | 12 | 43 | 53 | −10  |
| 12.º | Tristán Suárez        | 31   | 36 | 9  | 13 | 14 | 36 | 49 | −13  |
| 13.º | Colegiales            | 29   | 36 | 8  | 13 | 15 | 46 | 46 | 0    |
| 14.º | Flandria              | 28   | 36 | 7  | 14 | 15 | 27 | 39 | −12  |
| 15.º | Lugano                | 27   | 36 | 9  | 9  | 18 | 34 | 60 | −26  |
| 16.º | Luján                 | 25   | 36 | 6  | 13 | 17 | 39 | 56 | −17  |
| 17.º | Muñiz                 | 24   | 36 | 7  | 10 | 19 | 21 | 39 | −18  |
| 18.º | Brown de Adrogué      | 24   | 36 | 7  | 10 | 19 | 35 | 61 | −26  |
| 19.º | Justo José de Urquiza | 7    | 36 | 0  | 7  | 29 | 14 | 87 | −73  |

|  | Jugaron un desempate para determinar al campeón. |
|  | Clasificados al Torneo Reducido.                 |

|  |

### Desempate por el campeonato
Al haber finalizado igualados en la primera ubicación, Argentino de Quilmes Y Ituzaingó debieron disputar un partido desempate para definir al campeón de la temporada, que además obtendría el primer ascenso.
| Ituzaingó | 2 - 4 | Argentino de Quilmes | Nueva Chicago | 29 de abril de 1989 |
| Argentino de Quilmes se consagró campeón y ascendió a la Primera B Metropolitana, mientras que Ituzaingó clasificó al Torneo Reducido. |       |                      |               |                     |

## Resultados
| Muñiz                | 0 - 1 | Dock Sud                 | La Vuce              | 10 de julio |
| Brown de Adrogué     | 0 - 0 | Luján                    | Brown de Adrogué     | 10 de julio |
| Comunicaciones       | 3 - 1 | Excursionistas           | Comunicaciones       | 10 de julio |
| Argentino de Quilmes | 1 - 1 | J.J. Urquiza             | Argentino de Quilmes | 10 de julio |
| Flandria             | 0 - 1 | Sarmiento de Junín       | Carlos V             | 10 de julio |
| San Telmo            | 4 - 2 | Claypole                 | Isla Maciel          | 10 de julio |
| Leandro N. Alem      | 0 - 0 | Defensores de Cambaceres | Leandro N. Alem      | 10 de julio |
| Berazategui          | 1 - 0 | Tristán Suárez           | Norman Lee           | 27 de julio |
| Colegiales           | 1 - 1 | Ituzaingó                | Malaver y Posadas    | 27 de julio |

| Defensores de Cambaceres | 1 - 0 | San Telmo            | Camino Rivadavia y Quintana | 16 de julio |
| Claypole                 | 1 - 2 | Flandria             | César Luis Menotti          | 16 de julio |
| Ituzaingó                | 0 - 0 | Argentino de Quilmes | Pacheco y Mariano Acosta    | 16 de julio |
| J.J. Urquiza             | 0 - 1 | Comunicaciones       | Comunicaciones              | 16 de julio |
| Tristán Suárez           | 1 - 1 | Brown de Adrogué     | Moreno y Fariña             | 16 de julio |
| Luján                    | 0 - 0 | Muñiz                | Municipal de Luján          | 16 de julio |
| Dock Sud                 | 1 - 1 | Lugano               | Argentino de Quilmes        | 16 de julio |
| Sarmiento de Junín       | 3 - 0 | Colegiales           | Eva Perón                   | 3 de agosto |
| Excursionistas           | 0 - 1 | Berazategui          | Pampa y Miñones             | 3 de agosto |

| Lugano               | 3 - 3 | Luján                    | Nueva Chicago        | 23 de julio |
| Muñiz                | 1 - 2 | Tristán Suárez           | La Vuce              | 23 de julio |
| Brown de Adrogué     | 2 - 2 | Excursionistas           | Brown de Adrogué     | 23 de julio |
| Berazategui          | 7 - 1 | J.J. Urquiza             | Norman Lee           | 23 de julio |
| Comunicaciones       | 1 - 2 | Ituzaingó                | Comunicaciones       | 23 de julio |
| Argentino de Quilmes | 1 - 1 | Sarmiento de Junín       | Argentino de Quilmes | 23 de julio |
| Colegiales           | 4 - 1 | Claypole                 | Malaver y Posadas    | 23 de julio |
| Flandria             | 0 - 2 | Defensores de Cambaceres | Carlos V             | 23 de julio |
| San Telmo            | 2 - 0 | Leandro N. Alem          | Isla Maciel          | 23 de julio |

| Leandro N. Alem          | 2 - 1 | Flandria             | Leandro N. Alem             | 30 de julio |
| Defensores de Cambaceres | 3 - 1 | Colegiales           | Camino Rivadavia y Quintana | 30 de julio |
| Claypole                 | 1 - 2 | Argentino de Quilmes | César Luis Menotti          | 30 de julio |
| Sarmiento de Junín       | 1 - 3 | Comunicaciones       | Eva Perón                   | 30 de julio |
| Ituzaingó                | 1 - 1 | Berazategui          | Pacheco y Mariano Acosta    | 30 de julio |
| J.J. Urquiza             | 0 - 2 | Brown de Adrogué     | Comunicaciones              | 30 de julio |
| Excursionistas           | 2 - 0 | Muñiz                | Pampa y Miñones             | 30 de julio |
| Tristán Suárez           | 3 - 1 | Lugano               | Moreno y Fariña             | 30 de julio |
| Luján                    | 3 - 3 | Dock Sud             | Municipal de Luján          | 30 de julio |

| Dock Sud             | 1 - 1 | Tristán Suárez           | Guido y Sarmiento    | 6 de agosto |
| Lugano               | 1 - 3 | Excursionistas           | Nueva Chicago        | 6 de agosto |
| Muñiz                | 1 - 0 | J.J. Urquiza             | La Vuce              | 6 de agosto |
| Brown de Adrogué     | 1 - 2 | Ituzaingó                | Brown de Adrogué     | 6 de agosto |
| Berazategui          | 3 - 1 | Sarmiento de Junín       | Norman Lee           | 6 de agosto |
| Comunicaciones       | 0 - 1 | Claypole                 | Comunicaciones       | 6 de agosto |
| Argentino de Quilmes | 1 - 3 | Defensores de Cambaceres | Argentino de Quilmes | 6 de agosto |
| Colegiales           | 1 - 3 | Leandro N. Alem          | Malaver y Posadas    | 6 de agosto |
| Flandria             | 0 - 1 | San Telmo                | Carlos V             | 6 de agosto |

| Leandro N. Alem          | 0 - 2 | Argentino de Quilmes | Leandro N. Alem             | 13 de agosto |
| Sarmiento de Junín       | 1 - 0 | Brown de Adrogué     | Eva Perón                   | 13 de agosto |
| Ituzaingó                | 1 - 0 | Muñiz                | Pacheco y Mariano Acosta    | 13 de agosto |
| Tristán Suárez           | 1 - 0 | Luján                | Moreno y Fariña             | 13 de agosto |
| San Telmo                | 0 - 1 | Colegiales           | Isla Maciel                 | 15 de agosto |
| Defensores de Cambaceres | 2 - 0 | Comunicaciones       | Camino Rivadavia y Quintana | 15 de agosto |
| Claypole                 | 1 - 1 | Berazategui          | César Luis Menotti          | 15 de agosto |
| J.J. Urquiza             | 1 - 2 | Lugano               | Comunicaciones              | 15 de agosto |
| Excursionistas           | 2 - 1 | Dock Sud             | Pampa y Miñones             | 15 de agosto |

| Luján                | 2 - 3 | Excursionistas           | Municipal de Luján   | 20 de agosto |
| Dock Sud             | 2 - 1 | J.J. Urquiza             | El Viaducto          | 20 de agosto |
| Lugano               | 1 - 3 | Ituzaingó                | Nueva Chicago        | 20 de agosto |
| Muñiz                | 1 - 1 | Sarmiento de Junín       | La Vuce              | 20 de agosto |
| Brown de Adrogué     | 0 - 1 | Claypole                 | Brown de Adrogué     | 20 de agosto |
| Berazategui          | 2 - 2 | Defensores de Cambaceres | Norman Lee           | 20 de agosto |
| Comunicaciones       | 0 - 0 | Leandro N. Alem          | Comunicaciones       | 20 de agosto |
| Argentino de Quilmes | 1 - 1 | San Telmo                | Argentino de Quilmes | 20 de agosto |
| Colegiales           | 0 - 0 | Flandria                 | Malaver y Posadas    | 20 de agosto |

| Flandria                 | 0 - 0 | Argentino de Quilmes | Carlos V                    | 27 de agosto |
| San Telmo                | 1 - 0 | Comunicaciones       | Isla Maciel                 | 27 de agosto |
| Leandro N. Alem          | 3 - 3 | Berazategui          | Leandro N. Alem             | 27 de agosto |
| Defensores de Cambaceres | 2 - 2 | Brown de Adrogué     | Camino Rivadavia y Quintana | 27 de agosto |
| Claypole                 | 1 - 0 | Muñiz                | César Luis Menotti          | 27 de agosto |
| Sarmiento de Junín       | 1 - 0 | Lugano               | Eva Perón                   | 27 de agosto |
| Ituzaingó                | 3 - 1 | Dock Sud             | Pacheco y Mariano Acosta    | 27 de agosto |
| J.J. Urquiza             | 2 - 2 | Luján                | Comunicaciones              | 27 de agosto |
| Excursionistas           | 2 - 0 | Tristán Suárez       | Pampa y Miñones             | 27 de agosto |

| Tristán Suárez       | 1 - 1 | J.J. Urquiza             | Moreno y Fariña      | 3 de septiembre |
| Luján                | 0 - 3 | Ituzaingó                | Municipal de Luján   | 3 de septiembre |
| Dock Sud             | 1 - 1 | Sarmiento de Junín       | El Viaducto          | 3 de septiembre |
| Lugano               | 0 - 4 | Claypole                 | Nueva Chicago        | 3 de septiembre |
| Muñiz                | 1 - 1 | Defensores de Cambaceres | La Vuce              | 3 de septiembre |
| Berazategui          | 3 - 0 | San Telmo                | Norman Lee           | 3 de septiembre |
| Comunicaciones       | 0 - 0 | Flandria                 | Comunicaciones       | 3 de septiembre |
| Argentino de Quilmes | 2 - 0 | Colegiales               | Argentino de Quilmes | 3 de septiembre |
| Brown de Adrogué     | 0 - 2 | Leandro N. Alem          | Brown de Adrogué     | 3 de septiembre |

| Colegiales               | 0 - 1 | Comunicaciones   | Malaver y Posadas           | 10 de septiembre |
| Flandria                 | 0 - 0 | Berazategui      | Carlos V                    | 10 de septiembre |
| San Telmo                | 4 - 2 | Brown de Adrogué | Isla Maciel                 | 10 de septiembre |
| Leandro N. Alem          | 2 - 0 | Muñiz            | Leandro N. Alem             | 10 de septiembre |
| Defensores de Cambaceres | 3 - 0 | Lugano           | Camino Rivadavia y Quintana | 10 de septiembre |
| Claypole                 | 2 - 1 | Dock Sud         | César Luis Menotti          | 10 de septiembre |
| Sarmiento de Junín       | 2 - 0 | Luján            | Eva Perón                   | 10 de septiembre |
| Ituzaingó                | 2 - 1 | Tristán Suárez   | Pacheco y Mariano Acosta    | 10 de septiembre |
| J.J. Urquiza             | 0 - 2 | Excursionistas   | Comunicaciones              | 10 de septiembre |

| Excursionistas   | 1 - 2 | Ituzaingó                | Pampa y Miñones    | 17 de septiembre |
| Tristán Suárez   | 1 - 1 | Sarmiento de Junín       | Moreno y Fariña    | 17 de septiembre |
| Luján            | 2 - 2 | Claypole                 | Municipal de Luján | 17 de septiembre |
| Dock Sud         | 2 - 1 | Defensores de Cambaceres | El Viaducto        | 17 de septiembre |
| Lugano           | 0 - 0 | Leandro N. Alem          | Nueva Chicago      | 17 de septiembre |
| Muñiz            | 3 - 0 | San Telmo                | La Vuce            | 17 de septiembre |
| Brown de Adrogué | 1 - 2 | Flandria                 | Brown de Adrogué   | 17 de septiembre |
| Berazategui      | 3 - 0 | Colegiales               | Norman Lee         | 17 de septiembre |
| Comunicaciones   | 0 - 0 | Argentino de Quilmes     | Comunicaciones     | 17 de septiembre |

| Argentino de Quilmes     | 0 - 0 | Berazategui      | Argentino de Quilmes        | 24 de septiembre |
| Colegiales               | 0 - 1 | Brown de Adrogué | Malaver y Posadas           | 24 de septiembre |
| Flandria                 | 1 - 1 | Muñiz            | Carlos V                    | 24 de septiembre |
| San Telmo                | 0 - 0 | Lugano           | Isla Maciel                 | 24 de septiembre |
| Leandro N. Alem          | 2 - 1 | Dock Sud         | Leandro N. Alem             | 24 de septiembre |
| Defensores de Cambaceres | 1 - 1 | Luján            | Camino Rivadavia y Quintana | 24 de septiembre |
| Claypole                 | 0 - 0 | Tristán Suárez   | César Luis Menotti          | 24 de septiembre |
| Sarmiento de Junín       | 3 - 2 | Excursionistas   | Eva Perón                   | 24 de septiembre |
| Ituzaingó                | 3 - 0 | J.J. Urquiza     | Pacheco y Mariano Acosta    | 24 de septiembre |

| J.J. Urquiza     | 1 - 4 | Sarmiento de Junín       | Comunicaciones     | 1 de octubre |
| Excursionistas   | 0 - 0 | Claypole                 | Pampa y Miñones    | 1 de octubre |
| Tristán Suárez   | 1 - 0 | Defensores de Cambaceres | Moreno y Fariña    | 1 de octubre |
| Luján            | 1 - 3 | Leandro N. Alem          | Municipal de Luján | 1 de octubre |
| Dock Sud         | 1 - 1 | San Telmo                | El Viaducto        | 1 de octubre |
| Lugano           | 1 - 2 | Flandria                 | Nueva Chicago      | 1 de octubre |
| Muñiz            | 2 - 1 | Colegiales               | La Vuce            | 1 de octubre |
| Brown de Adrogué | 0 - 0 | Argentino de Quilmes     | Brown de Adrogué   | 1 de octubre |
| Berazategui      | 1 - 0 | Comunicaciones           | Norman Lee         | 1 de octubre |

| Comunicaciones           | 0 - 0 | Brown de Adrogué | Comunicaciones              | 8 de octubre |
| Argentino de Quilmes     | 3 - 2 | Muñiz            | Argentino de Quilmes        | 8 de octubre |
| Colegiales               | 0 - 1 | Lugano           | Malaver y Posadas           | 8 de octubre |
| Flandria                 | 0 - 0 | Dock Sud         | Carlos V                    | 8 de octubre |
| San Telmo                | 4 - 1 | Luján            | Isla Maciel                 | 8 de octubre |
| Leandro N. Alem          | 2 - 0 | Tristán Suárez   | Leandro N. Alem             | 8 de octubre |
| Defensores de Cambaceres | 3 - 0 | Excursionistas   | Camino Rivadavia y Quintana | 8 de octubre |
| Claypole                 | 2 - 0 | J.J. Urquiza     | César Luis Menotti          | 8 de octubre |
| Sarmiento de Junín       | 1 - 0 | Ituzaingó        | Eva Perón                   | 8 de octubre |

| Ituzaingó        | 0 - 0 | Claypole                 | Pacheco y Mariano Acosta | 15 de octubre |
| J.J. Urquiza     | 0 - 1 | Defensores de Cambaceres | Comunicaciones           | 15 de octubre |
| Excursionistas   | 2 - 2 | Leandro N. Alem          | Pampa y Miñones          | 15 de octubre |
| Tristán Suárez   | 2 - 2 | San Telmo                | Moreno y Fariña          | 15 de octubre |
| Luján            | 0 - 0 | Flandria                 | Municipal de Luján       | 15 de octubre |
| Dock Sud         | 1 - 3 | Colegiales               | De Los Inmigrantes       | 15 de octubre |
| Lugano           | 2 - 1 | Argentino de Quilmes     | Estudiantes (BA)         | 15 de octubre |
| Muñiz            | 0 - 0 | Comunicaciones           | La Vuce                  | 15 de octubre |
| Brown de Adrogué | 1 - 2 | Berazategui              | Brown de Adrogué         | 15 de octubre |

| Berazategui              | 2 - 0 | Muñiz              | Norman Lee                  | 22 de octubre |
| Comunicaciones           | 1 - 0 | Lugano             | Comunicaciones              | 22 de octubre |
| Argentino de Quilmes     | 1 - 1 | Dock Sud           | Argentino de Quilmes        | 22 de octubre |
| Colegiales               | 2 - 3 | Luján              | Malaver y Posadas           | 22 de octubre |
| Flandria                 | 1 - 0 | Tristán Suárez     | Carlos V                    | 22 de octubre |
| San Telmo                | 2 - 2 | Excursionistas     | Isla Maciel                 | 22 de octubre |
| Leandro N. Alem          | 1 - 0 | J.J. Urquiza       | Leandro N. Alem             | 22 de octubre |
| Defensores de Cambaceres | 1 - 1 | Ituzaingó          | Camino Rivadavia y Quintana | 22 de octubre |
| Claypole                 | 0 - 2 | Sarmiento de Junín | César Luis Menotti          | 22 de octubre |

| Sarmiento de Junín | 3 - 0 | Defensores de Cambaceres | Eva Perón                | 29 de octubre |
| Ituzaingó          | 1 - 1 | Leandro N. Alem          | Pacheco y Mariano Acosta | 29 de octubre |
| J.J. Urquiza       | 0 - 0 | San Telmo                | Comunicaciones           | 29 de octubre |
| Excursionistas     | 3 - 0 | Flandria                 | Pampa y Miñones          | 29 de octubre |
| Tristán Suárez     | 0 - 0 | Colegiales               | Moreno y Fariña          | 29 de octubre |
| Luján              | 1 - 2 | Argentino de Quilmes     | Municipal de Luján       | 29 de octubre |
| Dock Sud           | 0 - 1 | Comunicaciones           | De Los Inmigrantes       | 29 de octubre |
| Lugano             | 0 - 4 | Berazategui              | Estudiantes (BA)         | 29 de octubre |
| Muñiz              | 1 - 2 | Brown de Adrogué         | La Vuce                  | 29 de octubre |

| Brown de Adrogué         | 2 - 1 | Lugano             | Brown de Adrogué            | 5 de noviembre |
| Berazategui              | 2 - 1 | Dock Sud           | Norman Lee                  | 5 de noviembre |
| Comunicaciones           | 1 - 0 | Luján              | Comunicaciones              | 5 de noviembre |
| Argentino de Quilmes     | 3 - 1 | Tristán Suárez     | Argentino de Quilmes        | 5 de noviembre |
| Colegiales               | 0 - 1 | Excursionistas     | Malaver y Posadas           | 5 de noviembre |
| Flandria                 | 1 - 0 | J.J. Urquiza       | Carlos V                    | 5 de noviembre |
| San Telmo                | 2 - 2 | Ituzaingó          | Isla Maciel                 | 5 de noviembre |
| Leandro N. Alem          | 1 - 1 | Sarmiento de Junín | Leandro N. Alem             | 5 de noviembre |
| Defensores de Cambaceres | 2 - 1 | Claypole           | Camino Rivadavia y Quintana | 5 de noviembre |

| Claypole           | 0 - 0 | Leandro N. Alem      | César Luis Menotti       | 12 de noviembre |
| Sarmiento de Junín | 3 - 1 | San Telmo            | Eva Perón                | 12 de noviembre |
| Ituzaingó          | 2 - 0 | Flandria             | Pacheco y Mariano Acosta | 12 de noviembre |
| J.J. Urquiza       | 0 - 0 | Colegiales           | Comunicaciones           | 12 de noviembre |
| Excursionistas     | 0 - 0 | Argentino de Quilmes | Pampa y Miñones          | 12 de noviembre |
| Tristán Suárez     | 2 - 1 | Comunicaciones       | Moreno y Fariña          | 12 de noviembre |
| Luján              | 1 - 0 | Berazategui          | Municipal de Luján       | 12 de noviembre |
| Dock Sud           | 1 - 1 | Brown de Adrogué     | De Los Inmigrantes       | 12 de noviembre |
| Lugano             | 0 - 0 | Muñiz                | Enrique De Roberts       | 12 de noviembre |

| Dock Sud                 | 1 - 0 | Muñiz                | De Los Inmigrantes          | 19 de noviembre |
| Luján                    | 3 - 1 | Brown de Adrogué     | Municipal de Luján          | 19 de noviembre |
| Tristán Suárez           | 1 - 1 | Berazategui          | Moreno y Fariña             | 19 de noviembre |
| Excursionistas           | 6 - 0 | Comunicaciones       | Pampa y Miñones             | 19 de noviembre |
| J.J. Urquiza             | 1 - 2 | Argentino de Quilmes | Comunicaciones              | 19 de noviembre |
| Ituzaingó                | 2 - 2 | Colegiales           | Pacheco y Mariano Acosta    | 19 de noviembre |
| Sarmiento de Junín       | 3 - 0 | Flandria             | Eva Perón                   | 19 de noviembre |
| Claypole                 | 2 - 1 | San Telmo            | César Luis Menotti          | 19 de noviembre |
| Defensores de Cambaceres | 0 - 2 | Leandro N. Alem      | Camino Rivadavia y Quintana | 19 de noviembre |

| San Telmo            | 1 - 0 | Defensores de Cambaceres | Isla Maciel          | 26 de noviembre |
| Flandria             | 0 - 0 | Claypole                 | Carlos V             | 26 de noviembre |
| Colegiales           | 0 - 0 | Sarmiento de Junín       | Malaver y Posadas    | 26 de noviembre |
| Argentino de Quilmes | 2 - 2 | Ituzaingó                | Argentino de Quilmes | 26 de noviembre |
| Comunicaciones       | 0 - 0 | J.J. Urquiza             | Comunicaciones       | 26 de noviembre |
| Berazategui          | 1 - 1 | Excursionistas           | Norman Lee           | 26 de noviembre |
| Brown de Adrogué     | 1 - 0 | Tristán Suárez           | Brown de Adrogué     | 26 de noviembre |
| Muñiz                | 1 - 0 | Luján                    | La Vuce              | 26 de noviembre |
| Lugano               | 2 - 2 | Dock Sud                 | Lugano               | 26 de noviembre |

| Luján                    | 2 - 1 | Lugano               | Municipal de Luján          | 3 de diciembre |
| Tristán Suárez           | 0 - 0 | Muñiz                | Moreno y Fariña             | 3 de diciembre |
| Excursionistas           | 1 - 0 | Brown de Adrogué     | Pampa y Miñones             | 3 de diciembre |
| J.J. Urquiza             | 1 - 2 | Berazategui          | Comunicaciones              | 3 de diciembre |
| Ituzaingó                | 2 - 2 | Comunicaciones       | Pacheco y Mariano Acosta    | 3 de diciembre |
| Sarmiento de Junín       | 1 - 3 | Argentino de Quilmes | Eva Perón                   | 3 de diciembre |
| Claypole                 | 0 - 1 | Colegiales           | César Luis Menotti          | 3 de diciembre |
| Defensores de Cambaceres | 1 - 1 | Flandria             | Camino Rivadavia y Quintana | 3 de diciembre |
| Leandro N. Alem          | 2 - 2 | San Telmo            | Leandro N. Alem             | 3 de diciembre |

| Flandria             | 1 - 1 | Leandro N. Alem          | Carlos V              | 10 de diciembre |
| Colegiales           | 0 - 0 | Defensores de Cambaceres | Malaver y Posadas     | 10 de diciembre |
| Argentino de Quilmes | 1 - 1 | Claypole                 | Argentino de Quilmes  | 10 de diciembre |
| Comunicaciones       | 0 - 0 | Sarmiento de Junín       | Comunicaciones        | 10 de diciembre |
| Berazategui          | 0 - 1 | Ituzaingó                | Norman Lee            | 10 de diciembre |
| Brown de Adrogué     | 1 - 0 | J.J. Urquiza             | Brown de Adrogué      | 10 de diciembre |
| Muñiz                | 0 - 2 | Excursionistas           | Sarmiento y Azcuénaga | 10 de diciembre |
| Lugano               | 4 - 2 | Tristán Suárez           | Lugano                | 10 de diciembre |
| Dock Sud             | 1 - 0 | Luján                    | De Los Inmigrantes    | 10 de diciembre |

| Tristán Suárez           | 2 - 2 | Dock Sud             | Moreno y Fariña             | 17 de diciembre |
| Excursionistas           | 5 - 1 | Lugano               | Pampa y Miñones             | 17 de diciembre |
| J.J. Urquiza             | 0 - 1 | Muñiz                | Comunicaciones              | 17 de diciembre |
| Ituzaingó                | 3 - 1 | Brown de Adrogué     | Pacheco y Mariano Acosta    | 17 de diciembre |
| Sarmiento de Junín       | 0 - 1 | Berazategui          | Eva Perón                   | 17 de diciembre |
| Claypole                 | 3 - 2 | Comunicaciones       | César Luis Menotti          | 17 de diciembre |
| Defensores de Cambaceres | 0 - 1 | Argentino de Quilmes | Camino Rivadavia y Quintana | 17 de diciembre |
| Leandro N. Alem          | 3 - 0 | Colegiales           | Leandro N. Alem             | 17 de diciembre |
| San Telmo                | 2 - 1 | Flandria             | Isla Maciel                 | 17 de diciembre |

| Colegiales           | 2 - 2 | San Telmo                | Malaver y Posadas     | 21 de enero |
| Argentino de Quilmes | 7 - 2 | Leandro N. Alem          | Argentino de Quilmes  | 21 de enero |
| Comunicaciones       | 0 - 1 | Defensores de Cambaceres | Comunicaciones        | 21 de enero |
| Berazategui          | 2 - 2 | Claypole                 | Norman Lee            | 21 de enero |
| Brown de Adrogué     | 1 - 2 | Sarmiento de Junín       | Brown de Adrogué      | 21 de enero |
| Muñiz                | 0 - 1 | Ituzaingó                | Sarmiento y Azcuénaga | 21 de enero |
| Lugano               | 1 - 0 | J.J. Urquiza             | Lugano                | 21 de enero |
| Dock Sud             | 1 - 1 | Excursionistas           | De Los Inmigrantes    | 21 de enero |
| Luján                | 0 - 0 | Tristán Suárez           | Municipal de Luján    | 21 de enero |

| Excursionistas           | 4 - 2 | Luján                | Pampa y Miñones             | 28 de enero |
| J.J. Urquiza             | 1 - 4 | Dock Sud             | Comunicaciones              | 28 de enero |
| Ituzaingó                | 1 - 0 | Lugano               | Pacheco y Mariano Acosta    | 28 de enero |
| Sarmiento de Junín       | 0 - 2 | Muñiz                | Eva Perón                   | 28 de enero |
| Claypole                 | 0 - 0 | Brown de Adrogué     | César Luis Menotti          | 28 de enero |
| Defensores de Cambaceres | 4 - 3 | Berazategui          | Camino Rivadavia y Quintana | 28 de enero |
| Leandro N. Alem          | 1 - 0 | Comunicaciones       | Leandro N. Alem             | 28 de enero |
| San Telmo                | 1 - 1 | Argentino de Quilmes | Isla Maciel                 | 28 de enero |
| Flandria                 | 1 - 2 | Colegiales           | Carlos V                    | 28 de enero |

| Argentino de Quilmes | 1 - 0 | Flandria                 | Argentino de Quilmes  | 4 de febrero |
| Comunicaciones       | 2 - 0 | San Telmo                | Comunicaciones        | 4 de febrero |
| Berazategui          | 1 - 3 | Leandro N. Alem          | Norman Lee            | 4 de febrero |
| Brown de Adrogué     | 1 - 0 | Defensores de Cambaceres | Brown de Adrogué      | 4 de febrero |
| Muñiz                | 0 - 2 | Claypole                 | Sarmiento y Azcuénaga | 4 de febrero |
| Lugano               | 0 - 2 | Sarmiento de Junín       | Lugano                | 4 de febrero |
| Dock Sud             | 1 - 1 | Ituzaingó                | De Los Inmigrantes    | 4 de febrero |
| Luján                | 1 - 0 | J.J. Urquiza             | Municipal de Luján    | 4 de febrero |
| Tristán Suárez       | 2 - 1 | Excursionistas           | Moreno y Fariña       | 4 de febrero |

| J.J. Urquiza             | 0 - 3 | Tristán Suárez       | Comunicaciones              | 11 de febrero |
| Ituzaingó                | 2 - 1 | Luján                | Pacheco y Mariano Acosta    | 11 de febrero |
| Sarmiento de Junín       | 1 - 1 | Dock Sud             | Eva Perón                   | 11 de febrero |
| Claypole                 | 1 - 0 | Lugano               | César Luis Menotti          | 11 de febrero |
| Defensores de Cambaceres | 1 - 0 | Muñiz                | Camino Rivadavia y Quintana | 11 de febrero |
| Leandro N. Alem          | 5 - 2 | Brown de Adrogué     | Leandro N. Alem             | 11 de febrero |
| San Telmo                | 1 - 4 | Berazategui          | Isla Maciel                 | 11 de febrero |
| Flandria                 | 1 - 1 | Comunicaciones       | Carlos V                    | 11 de febrero |
| Colegiales               | 3 - 4 | Argentino de Quilmes | Malaver y Posadas           | 11 de febrero |

| Comunicaciones   | 0 - 0 | Colegiales               | Comunicaciones        | 18 de febrero |
| Berazategui      | 1 - 0 | Flandria                 | Norman Lee            | 18 de febrero |
| Brown de Adrogué | 0 - 1 | San Telmo                | Brown de Adrogué      | 18 de febrero |
| Muñiz            | 0 - 1 | Leandro N. Alem          | Sarmiento y Azcuénaga | 18 de febrero |
| Lugano           | 2 - 2 | Defensores de Cambaceres | Lugano                | 18 de febrero |
| Dock Sud         | 0 - 1 | Claypole                 | De Los Inmigrantes    | 18 de febrero |
| Luján            | 2 - 3 | Sarmiento de Junín       | Municipal de Luján    | 18 de febrero |
| Tristán Suárez   | 0 - 1 | Ituzaingó                | Moreno y Fariña       | 18 de febrero |
| Excursionistas   | 5 - 0 | J.J. Urquiza             | Pampa y Miñones       | 18 de febrero |

| Ituzaingó                | 1 - 1 | Excursionistas   | Pacheco y Mariano Acosta    | 25 de febrero |
| Sarmiento de Junín       | 2 - 1 | Tristán Suárez   | Eva Perón                   | 25 de febrero |
| Claypole                 | 0 - 0 | Luján            | César Luis Menotti          | 25 de febrero |
| Defensores de Cambaceres | 5 - 1 | Dock Sud         | Camino Rivadavia y Quintana | 25 de febrero |
| Leandro N. Alem          | 3 - 0 | Lugano           | Leandro N. Alem             | 25 de febrero |
| San Telmo                | 3 - 0 | Muñiz            | Isla Maciel                 | 25 de febrero |
| Flandria                 | 6 - 2 | Brown de Adrogué | Carlos V                    | 25 de febrero |
| Colegiales               | 0 - 0 | Berazategui      | Malaver y Posadas           | 25 de febrero |
| Argentino de Quilmes     | 0 - 0 | Comunicaciones   | Argentino de Quilmes        | 25 de febrero |

| Luján            | 1 - 2 | Defensores de Cambaceres | Municipal de Luján    | 4 de marzo |
| Berazategui      | 1 - 1 | Argentino de Quilmes     | Norman Lee            | 7 de marzo |
| Brown de Adrogué | 0 - 4 | Colegiales               | Brown de Adrogué      | 7 de marzo |
| Muñiz            | 1 - 1 | Flandria                 | Sarmiento y Azcuénaga | 7 de marzo |
| Lugano           | 0 - 0 | San Telmo                | Lugano                | 7 de marzo |
| Dock Sud         | 1 - 2 | Leandro N. Alem          | De Los Inmigrantes    | 7 de marzo |
| Tristán Suárez   | 3 - 2 | Claypole                 | Moreno y Fariña       | 7 de marzo |
| Excursionistas   | 1 - 2 | Sarmiento de Junín       | Pampa y Miñones       | 7 de marzo |
| J.J. Urquiza     | 0 - 0 | Ituzaingó                | Comunicaciones        | 7 de marzo |

| Sarmiento de Junín       | 1 - 0 | J.J. Urquiza     | Eva Perón                   | 11 de marzo |
| Claypole                 | 3 - 2 | Excursionistas   | César Luis Menotti          | 11 de marzo |
| Defensores de Cambaceres | 3 - 1 | Tristán Suárez   | Camino Rivadavia y Quintana | 11 de marzo |
| Leandro N. Alem          | 3 - 1 | Luján            | Leandro N. Alem             | 11 de marzo |
| San Telmo                | 1 - 1 | Dock Sud         | Olavarría y Luna            | 11 de marzo |
| Flandria                 | 2 - 2 | Lugano           | Carlos V                    | 11 de marzo |
| Colegiales               | 1 - 2 | Muñiz            | Malaver y Posadas           | 11 de marzo |
| Argentino de Quilmes     | 3 - 2 | Brown de Adrogué | Argentino de Quilmes        | 11 de marzo |
| Comunicaciones           | 0 - 1 | Berazategui      | Comunicaciones              | 11 de marzo |

| Brown de Adrogué | 1 - 2 | Comunicaciones           | Brown de Adrogué         | 18 de marzo |
| Muñiz            | 0 - 2 | Argentino de Quilmes     | Sarmiento y Azcuénaga    | 18 de marzo |
| Lugano           | 2 - 0 | Colegiales               | Lugano                   | 18 de marzo |
| Dock Sud         | 1 - 0 | Flandria                 | De Los Inmigrantes       | 18 de marzo |
| Luján            | 0 - 0 | San Telmo                | Municipal de Luján       | 18 de marzo |
| Tristán Suárez   | 3 - 3 | Leandro N. Alem          | Moreno y Fariña          | 18 de marzo |
| Excursionistas   | 3 - 1 | Defensores de Cambaceres | Pampa y Miñones          | 18 de marzo |
| J.J. Urquiza     | 0 - 3 | Claypole                 | Comunicaciones           | 18 de marzo |
| Ituzaingó        | 1 - 1 | Sarmiento de Junín       | Pacheco y Mariano Acosta | 18 de marzo |

| Claypole                 | 0 - 4 | Ituzaingó        | César Luis Menotti          | 25 de marzo |
| Defensores de Cambaceres | 7 - 0 | J.J. Urquiza     | Camino Rivadavia y Quintana | 25 de marzo |
| Leandro N. Alem          | 3 - 0 | Excursionistas   | Leandro N. Alem             | 25 de marzo |
| San Telmo                | 0 - 0 | Tristán Suárez   | Isla Maciel                 | 25 de marzo |
| Flandria                 | 0 - 3 | Luján            | Carlos V                    | 25 de marzo |
| Colegiales               | 1 - 1 | Dock Sud         | Malaver y Posadas           | 25 de marzo |
| Argentino de Quilmes     | 3 - 0 | Lugano           | Argentino de Quilmes        | 25 de marzo |
| Comunicaciones           | 2 - 0 | Muñiz            | Comunicaciones              | 25 de marzo |
| Berazategui              | 5 - 1 | Brown de Adrogué | Norman Lee                  | 25 de marzo |

| Muñiz              | 0 - 0 | Berazategui              | Sarmiento y Azcuénaga    | 1 de abril |
| Lugano             | 1 - 2 | Comunicaciones           | Lugano                   | 1 de abril |
| Dock Sud           | 2 - 4 | Argentino de Quilmes     | De Los Inmigrantes       | 1 de abril |
| Luján              | 0 - 0 | Colegiales               | Municipal de Luján       | 1 de abril |
| Tristán Suárez     | 1 - 0 | Flandria                 | Moreno y Fariña          | 1 de abril |
| Excursionistas     | 2 - 2 | San Telmo                | Pampa y Miñones          | 1 de abril |
| J.J. Urquiza       | 1 - 3 | Leandro N. Alem          | Comunicaciones           | 1 de abril |
| Ituzaingó          | 0 - 1 | Defensores de Cambaceres | Pacheco y Mariano Acosta | 1 de abril |
| Sarmiento de Junín | 2 - 5 | Claypole                 | Eva Perón                | 1 de abril |

| Defensores de Cambaceres | 0 - 1 | Sarmiento de Junín | Camino Rivadavia y Quintana | 8 de abril |
| Leandro N. Alem          | 0 - 0 | Ituzaingó          | Leandro N. Alem             | 8 de abril |
| San Telmo                | 7 - 1 | J.J. Urquiza       | Isla Maciel                 | 8 de abril |
| Flandria                 | 0 - 0 | Excursionistas     | Carlos V                    | 8 de abril |
| Colegiales               | 3 - 0 | Tristán Suárez     | Malaver y Posadas           | 8 de abril |
| Argentino de Quilmes     | 2 - 0 | Luján              | Argentino de Quilmes        | 8 de abril |
| Comunicaciones           | 3 - 1 | Dock Sud           | Comunicaciones              | 8 de abril |
| Berazategui              | 0 - 1 | Lugano             | Norman Lee                  | 8 de abril |
| Brown de Adrogué         | 1 - 1 | Muñiz              | Brown de Adrogué            | 8 de abril |

| Lugano             | 2 - 1 | Brown de Adrogué         | Lugano                   | 15 de abril |
| Dock Sud           | 1 - 1 | Berazategui              | De Los Inmigrantes       | 15 de abril |
| Luján              | 2 - 2 | Comunicaciones           | Municipal de Luján       | 15 de abril |
| Tristán Suárez     | 0 - 4 | Argentino de Quilmes     | Moreno y Fariña          | 15 de abril |
| Excursionistas     | 2 - 2 | Colegiales               | Pampa y Miñones          | 15 de abril |
| J.J. Urquiza       | 0 - 2 | Flandria                 | Comunicaciones           | 15 de abril |
| Ituzaingó          | 3 - 2 | San Telmo                | Pacheco y Mariano Acosta | 15 de abril |
| Sarmiento de Junín | 2 - 2 | Leandro N. Alem          | Eva Perón                | 15 de abril |
| Claypole           | 2 - 0 | Defensores de Cambaceres | César Luis Menotti       | 15 de abril |

| Leandro N. Alem      | 1 - 2  | Claypole           | Leandro N. Alem       | 22 de abril |
| San Telmo            | 0 - 1  | Sarmiento de Junín | Isla Maciel           | 22 de abril |
| Flandria             | 1 - 2  | Ituzaingó          | Carlos V              | 22 de abril |
| Colegiales           | 11 - 1 | J.J. Urquiza       | Malaver y Posadas     | 22 de abril |
| Argentino de Quilmes | 8 - 2  | Excursionistas     | Argentino de Quilmes  | 22 de abril |
| Comunicaciones       | 2 - 0  | Tristán Suárez     | Comunicaciones        | 22 de abril |
| Berazategui          | 2 - 1  | Luján              | Norman Lee            | 22 de abril |
| Brown de Adrogué     | 1 - 1  | Dock Sud           | Brown de Adrogué      | 22 de abril |
| Muñiz                | 0 - 1  | Lugano             | Sarmiento y Azcuénaga | 22 de abril |

## Torneo Reducido

### Cuadro de desarrollo
|  | Cuartos de final   | Cuartos de final | Cuartos de final   | Cuartos de final |   |                | Semifinales     | Semifinales     | Semifinales     | Semifinales     |  |           | Final           | Final           | Final           | Final           |  |
|  | 3 y 6 de mayo      | 3 y 6 de mayo    | 3 y 6 de mayo      | 3 y 6 de mayo    |   |                | 10 y 17 de mayo | 10 y 17 de mayo | 10 y 17 de mayo | 10 y 17 de mayo |  |           | 20 y 27 de mayo | 20 y 27 de mayo | 20 y 27 de mayo | 20 y 27 de mayo |  |
|  |                    |                  |                    |                  |   |                |                 |                 |                 |                 |  |           |                 |                 |                 |                 |  |
|  |                    |                  |                    |                  |   |                |                 |                 |                 |                 |  |           |                 |                 |                 |                 |  |
|  | Comunicaciones     | 0                | 1                  | 1                |   |                |                 |                 |                 |                 |  |           |                 |                 |                 |                 |  |
|  | Comunicaciones     | 0                | 1                  | 1                |   |                |                 |                 |                 |                 |  |           |                 |                 |                 |                 |  |
|  | Ituzaingó          | 2                | 1                  | 3                |   |                |                 |                 |                 |                 |  |           |                 |                 |                 |                 |  |
|  | Ituzaingó          | 2                | 1                  | 3                |   | Ituzaingó      | 0               | 1               | 1 (7)           |                 |  |           |                 |                 |                 |                 |  |
|  |                    |                  |                    |                  |   | Ituzaingó      | 0               | 1               | 1 (7)           |                 |  |           |                 |                 |                 |                 |  |
|  |                    |                  | Berazategui        | 0                | 1 | 1 (6)          |                 |                 |                 |                 |  |           |                 |                 |                 |                 |  |
|  | Claypole           | 0                | Berazategui        | 0                | 1 | 1 (6)          | 0               | 0               |                 |                 |  |           |                 |                 |                 |                 |  |
|  | Claypole           | 0                |                    |                  |   |                |                 |                 |                 |                 |  |           |                 |                 |                 |                 |  |
|  | Berazategui        | 0                | 3                  | 3                |   |                |                 |                 |                 |                 |  |           |                 |                 |                 |                 |  |
|  | Berazategui        | 0                | 3                  | 3                |   |                |                 |                 |                 |                 |  | Ituzaingó | 0               | 2               | 2               |                 |  |
|  |                    |                  |                    |                  |   |                |                 |                 |                 |                 |  | Ituzaingó | 0               | 2               | 2               |                 |  |
|  |                    |                  | Excursionistas     | 0                | 1 | 1              |                 |                 |                 |                 |  |           |                 |                 |                 |                 |  |
|  | Leandro N. Alem    | 0                | Excursionistas     | 0                | 1 | 1              | 1               | 1               |                 |                 |  |           |                 |                 |                 |                 |  |
|  | Leandro N. Alem    | 0                |                    |                  |   |                |                 |                 |                 |                 |  |           |                 |                 |                 |                 |  |
|  | Excursionistas     | 0                | 3                  | 3                |   |                |                 |                 |                 |                 |  |           |                 |                 |                 |                 |  |
|  | Excursionistas     | 0                | 3                  | 3                |   | Excursionistas | 1               | 4               | 5               |                 |  |           |                 |                 |                 |                 |  |
|  |                    |                  |                    |                  |   | Excursionistas | 1               | 4               | 5               |                 |  |           |                 |                 |                 |                 |  |
|  |                    |                  | Sarmiento de Junín | 3                | 1 | 4              |                 |                 |                 |                 |  |           |                 |                 |                 |                 |  |
|  | Sarmiento de Junín | 1                | Sarmiento de Junín | 3                | 1 | 4              | 2               | 3               |                 |                 |  |           |                 |                 |                 |                 |  |
|  | Sarmiento de Junín | 1                |                    |                  |   |                |                 |                 |                 |                 |  |           |                 |                 |                 |                 |  |
|  | Def. de Cambaceres | 2                | 0                  | 2                |   |                |                 |                 |                 |                 |  |           |                 |                 |                 |                 |  |
|  | Def. de Cambaceres | 2                | 0                  | 2                |   |                |                 |                 |                 |                 |  |           |                 |                 |                 |                 |  |
|  |                    |                  |                    |                  |   |                |                 |                 |                 |                 |  |           |                 |                 |                 |                 |  |

- Nota: En cada llave, el equipo que ocupa la primera línea es el que definió la serie como local.

Ituzaingó ascendió a la Primera B Metropolitana.

## Tabla de descenso
| Pos  | Equipo                | Prom. | 1986 | 1986-87 | 1987-88 | 1988-89 | Pts | PJ  |
| ---- | --------------------- | ----- | ---- | ------- | ------- | ------- | --- | --- |
| 1.º  | Berazategui           | 1,351 | 24   | -       | -       | 49      | 73  | 54  |
| 2.º  | Excursionistas        | 1,269 | 19   | 51      | 54      | 41      | 165 | 130 |
| 3.º  | Leandro N. Alem       | 1,223 | 15   | 44      | 49      | 51      | 159 | 130 |
| 4.º  | Def. de Cambaceres    | 1,138 | 20   | 40      | 45      | 43      | 148 | 130 |
| 5.º  | San Telmo             | 1,138 | 18   | 52      | 41      | 37      | 148 | 130 |
| 6.º  | Sarmiento de Junín    | 1,123 | 17   | 44      | 37      | 48      | 146 | 130 |
| 7.º  | Ituzaingó             | 1,100 | 23   | 34      | 33      | 53      | 143 | 130 |
| 8.º  | Claypole              | 1,080 | -    | 33      | 45      | 43      | 121 | 112 |
| 9.º  | Argentino de Quilmes  | 1,038 | 13   | 39      | 30      | 53      | 135 | 130 |
| 10.º | Comunicaciones        | 1,000 | 23   | -       | 31      | 38      | 92  | 92  |
| 11.º | Colegiales            | 0,930 | 7    | 34      | 51      | 29      | 121 | 130 |
| 12.º | Dock Sud              | 0,923 | 24   | -       | 30      | 31      | 85  | 92  |
| 13.º | Muñiz                 | 0,918 | -    | -       | 44      | 24      | 68  | 74  |
| 14.º | Flandria              | 0,892 | 11   | 46      | 31      | 28      | 116 | 130 |
| 15.º | Luján                 | 0,875 | -    | 38      | 35      | 25      | 98  | 112 |
| 16.º | Tristán Suárez        | 0,869 | 17   | 42      | 23      | 31      | 113 | 130 |
| 17.º | Lugano                | 0,750 | -    | -       | -       | 27      | 27  | 36  |
| 18.º | Brown de Adrogué      | 0,729 | -    | -       | 30      | 24      | 54  | 74  |
| 19.º | Justo José de Urquiza | 0,194 | -    | -       | -       | 7       | 7   | 36  |

|  |                              |
|  | Descendieron a la Primera D. |

## Goleadores[5]
| Pos. | Jugador              | Jugador                 | Goles | Equipo          |
| ---- | -------------------- | ----------------------- | ----- | --------------- |
| 1    | Bandera de Argentina | Marcelo Oscar Gutiérrez | 27    | Def. Cambaceres |
| 2    | Bandera de Argentina | Fabián Lapolla          | 23    | Argentino (Q)   |
| 3    | Bandera de Argentina | Manuel Emilio Vázquez   | 20    | San Telmo       |
| 4    | Bandera de Argentina | Fabián Alegre           | 19    | Berazategui     |